# Slovačka biskupska konferencija
Slovačka biskupska konferencija, stalna je institucija Katoličke Crkve u Slovačkoj. Osnovana je u skladu s propisima kanonskoga prava te djeluje prema Zakoniku kanonskoga prava i drugim propisima i uputama koje je izdala Sveta Stolica. Sastoji se od svih grkokatoličkih i rimokatolički biskupa aktivnih u Slovačkoj Republici. Stvorena nakon nezavisnosti Slovačke 23. ožujka 1993. Sjedište biskupske konferencije u Bratislavi.

## Predsjednici
- 1993. – 1994. biskup František Tondra
- 1994. – 2000. biskup Rudolf Baláž
- 2000. – 2009. biskup František Tondra
- 2009. – ... nadbiskup Stanislav Zvolenský